# Exit (Unix)
exit (termine della lingua inglese che significa "uscita") è un comando dei sistemi operativi Unix e Unix-like, che permette all'utente di chiudere la shell che si sta usando al momento o di interrompere l'esecuzione di uno script.